# NGC 491
NGC 491 is een balkspiraalstelsel in het sterrenbeeld Beeldhouwer. Het hemelobject ligt ongeveer 160 miljoen lichtjaar van de Aarde verwijderd en werd op 25 september 1834 ontdekt door de Britse astronoom John Herschel. Het bevindt zich in de buurt van het dichterbij gelegen sterrenstelsel NGC 491A.

## Synoniemen
- PGC 4914
- ESO 352-53
- MCG -6-4-11
- IRAS01190-3419